# Vopak

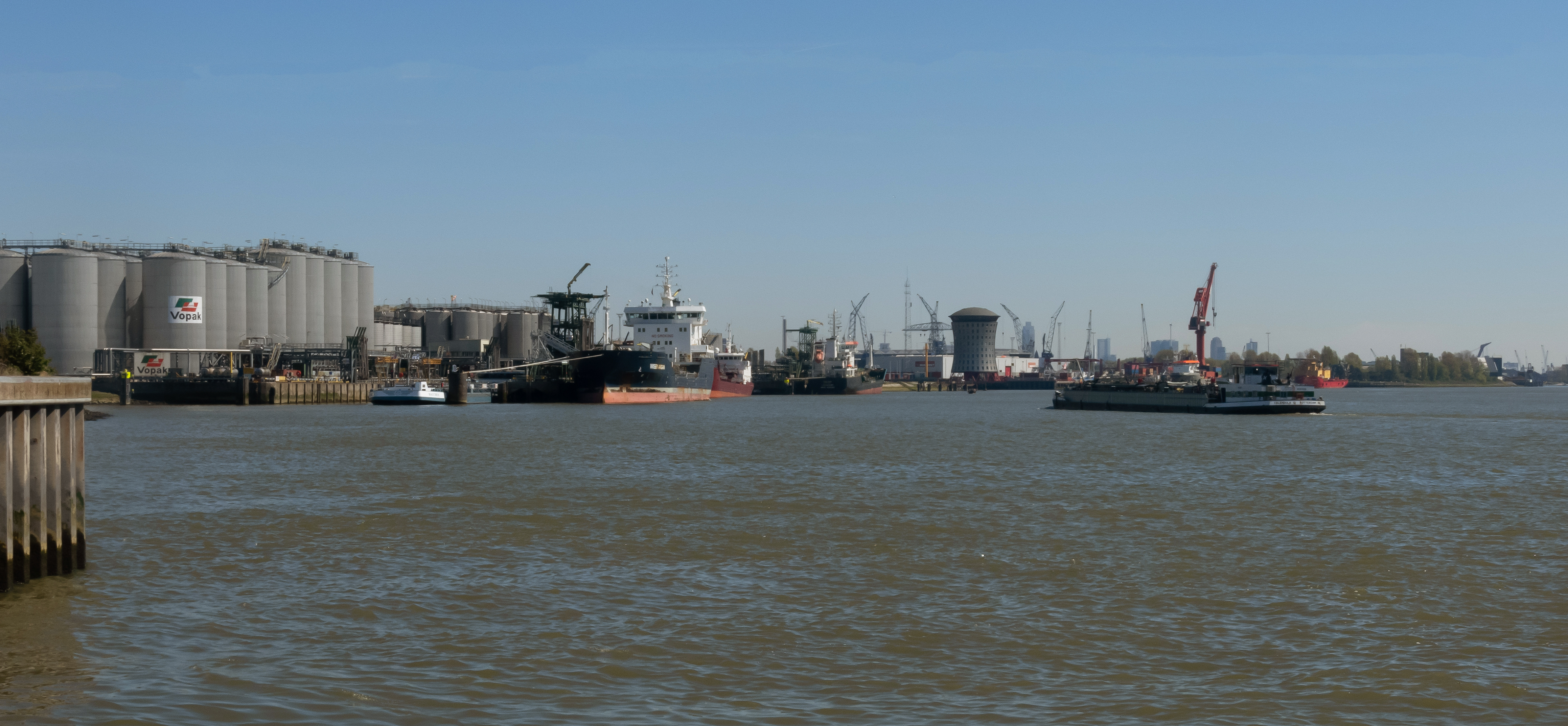
Vopak im Wilhelminahaven (Vlaardingen)

Die Koninklijke Vopak N.V. (dt.: Königliche Vopak Aktiengesellschaft) ist ein niederländisches Unternehmen, das sich mit der Lagerung und Distribution von Mineralöl, Gas und Chemieprodukten beschäftigt. 
Vopak entstand 1999 durch die Fusion der Unternehmen Pakhoed und Van Ommeren, das erste Vorgängerunternehmen operierte aber bereits seit 1616 unter dem Namen Blauwhoedenveem. Die Gesellschaft betreibt weltweit Terminals für den Umschlag von Flüssiggütern und zur LNG-Vergasung. Im Jahr 2002 wurde der Chemikalienhändler Univar, eine ehemalige Tochter, wieder von Vopak abgetrennt. Vopak konzentrierte sich in der Folge auf den reinen Güterumschlag und Univar agiert seitdem als eigenständiges Unternehmen. Durch diese Abspaltung verlor Vopak über 80 % seines jährlichen Umsatzes.
Am 21. Mai 2019 hat der European Diversified Infrastructure Fund II SCSp den Erwerb der alleinigen Kontrolle über 80 % der Anteile an der Vopak Terminal Algeciras S.A. und aller Anteile an der Vopak Terminal Amsterdam Westpoort B.V, sowie der Vopak Dubeg Terminal Hamburg GmbH beim Bundeskartellamt zur Prüfung angemeldet. Der Fonds wird von Colonial First State Investment verwaltet, einer Tochtergesellschaft der Mitsubishi UFJ Trust and Banking Corporation (Mitsubishi UFJ Financial Group). Die genannten Konzerngesellschaften von Vopak betreiben Öl- und Chemikalienterminals in Algeciras, Amsterdam und Hamburg.
48,15 % der Vopak-Anteile werden von HAL Investments gehalten.